# Zulian (cognome)
Zulian è un cognome di lingua italiana.

## Varianti
Il cognome non presenta varianti. Deriva direttamente dal cognome Zuliani.

## Origine e diffusione
Il cognome Zulian ha origini antiche e può derivare da diverse fonti. Una delle ipotesi più probabili è che derivi dal nome medievale "Zulianus", una forma arcaica di Giuliano. 
È diffuso principalmente nell'Italia settentrionale, con i ceppi più numerosi in Veneto, nel padovano e veneziano e in Trentino-Alto Adige.